# Роздільнянський район
Роздільнянський район (Роздільнянщина) — прикордонний район України, у центральній частині Одеської області, утворений у липні 2020 року. Адміністративний центр — місто Роздільна. Населення — 101407 осіб (січень 2022).

## Історія
Район створено відповідно до постанови Верховної Ради України № 807-IX від 17 липня 2020 року. До його складу району входять: Роздільнянська міська, Великомихайлівська, Затишанська, Захарівська, Лиманська, Цебриківська селищні, Великоплосківська, Новоборисівська, Степанівська сільські територіальні громади.
Раніше територія району входила до складу:
- Роздільнянського району ( поділ 1930—2020) (окрім Єгорівської сільради, що ввійшла до Дачненської громади Одеського району);
- Великомихайлівського району (окрім Великозименівської, Цибулівської та Воробіївської сільських рад, що увійшли до Знам'янської сільської громади Березівського району);
- Захарівського району;
- Саханської сільської ради Ширяївського району, що разом з територіями Цебриківської селищної та Вишневської сільської рад Великомихайлівського району ввійшли до Цебриківської громади[5].

## Передісторія земель району

### Археологічні знахідки
Біля села Краснопіль Затишанської громади знайдено рештки поселення, а біля села Марківка, Степанівської громади — знаряддя праці датовані Пізнім палеолітом (40-13 тисяч років тому). 
Біля смт Захарівка знайдено рештки поселення давністю близько 13 тисяч років, біля села Новопавлівка Захарівської громади кам'яні знаряддя, біля села Кучурган Лиманської громади знаряддя праці давністю 8-13 тисяч років, біля села Гребеники Великомихайлівської громади стоянку давністю 8-9 тисяч років, біля села Гіржове стоянку давністю 8-10 тисяч років, що датуються періодом мезоліту. За знахідкою біля Гребеників виділено Гребениківську культуру.
Біля села Гіржове Великомихайлівської громади знайдено Трипільську кераміку (IV — III тисячоліття до н.е.).
В околицях села Великоплоске розкопано багато (частина з 41 розкопаного там кургану) курганів (III — початок I тисячоліття до н.е.), біля смт Затишшя в 1895-1896 рр. розкопано курган (II тисячоліття до н.е.), в околицях села Гребеники Великомихайлівської громади виявлено курган (II тисячоліття до н.е.), на території села Бецилове Роздільнянської громади в 1934 році знайдено скарб бронзових серпів та сокир кельтів (кінець II — початок I тисячоліття до н.е.), біля села Слов'яносербка Великоплосківської громади розкопано 3 кургани (кінець II — початок I тисячоліття до н.е.), що датуються бронзовою добою.
Біля села Василівка Захарівської громади розкопано поховання IV ст.н.е., біля села Гіржове Великомихайлівської громади знайдено рештки поселення III — V ст.н.е., що відносять до Черняхівської культури.
Поблизу смт Лиманське розкопано кілька курганів з похованнями кочовиків IX - XII століть н.е. Частина з курганів розкопаних біля села Великоплоске датується IX — XI століттями н.е. Біля смт Цебрикове теж було чимало курганів (час їх появи не досліджено).

### Імперське минуле
До 1791 року територія сучасного району, належала до Ханської України (Єдисану), що була підконтрольною Османській імперії. За умовами Ясського мирного договору була приєднана до Російської імперії. Територія належала до Херсонської губернії. Більшість території охоплював Тираспольський повіт, південно-східну частину — Одеський, а невелику частину на північному сході Ананьївський.

### Українська революція
Після Лютневої революції у складі Російської Республіки (проголошена 14 вересня 1917).
З листопада 1917 року у складі Української Народної Республіки. (Проголошена 7 листопада 1917 року, після більшовицького жовтневого перевороту, як автономна республіка у складі Російської республіки. 22 січня 1918 року). За УНР переважна більшість району входила до регіону Подністров'я. Крайній південний-схід — до регіону Одеса.
22 січня 1918 року проголошено незалежність УНР (після початку українсько-радянської війни).
З початку лютого 1918 року у складі Одеської Радянської Республіки. (У результаті наступу Червоної гвардії).
З першої половини березня 1918 року знову в складі УНР. (В результаті отримання УНР воєнної підтримки з боку Австро-Угорщини, після укладення нею мирного договору з Центральними державами).
Після державного перевороту 29 квітня 1918 року у складі Української Держави.
З грудня 1918 року знову в складі УНР. (В результаті усунення від влади гетьмана Павла Скоропадського, після поразки Центральних держав у Першій світовій війні).
21 січня 1919 року біля станції Затишшя помер від серцевого нападу Михайло Іванович Туган-Барановський, який очолював фінансову місію в делегації Директорії УНР, яка прямувала на Паризьку мирну конференцію. Похований в Одесі.
З кінця березня 1919 року — у складі Української Радянської Соціалістичної Республіки. (В результаті наступу Червоної армії).
Наприкінці серпня 1919 року Червона армія відступила на схід. На початку вересня територію почали займати Збройні сили Півдня Росії та Армія УНР. ЗСПР дійшли до станції Затишшя з півдня, Армія УНР до станції Перехрестове з півночі. ЗСПР направили 326 добре озброєних солдатів, що мали 2 гармати, 16 кулеметів, 380 коней, потяг з 29 вагонами. Командиром групи був капітан Ляшков. У групі надісланій УНР було понад 300 солдатів, але менше третини з них були озброєні. У полку було три кулемети, один з яких несправний. Групою командував полковник Микола Аркас. Перші контакти між представниками двох армій носили мирний характер. Командири зустрілися і запевнили один одного в дружбі та союзі. Але через кілька днів, у ніч на 14 вересня, з неоднозначних причин і за неоднозначних обставин українські воїни захопили і роззброїли Білу Армію. Капітан Ляшков, який був переконаний у миролюбності Аркаса і тому не вжив заходів безпеки, публічно застрелився. Аркас наказав поховати його з почестями. Того ж дня командувач Білої армії Антон Денікін віддав наказ про наступ на Армію УНР. Вважалось, що розв'язання війни було більш вигідним Білій армії, тому Миколу Аркаса наказом по армії УНР оголосили зрадником. Більша частина його полку згодом повернулася до армії УНР. Цей епізод детально описав у своїх спогадах гетьман Павло Скоропадський, який був особисто знайомий з Аркасом.
З того часу до лютого 1920 року під владою Білого Півдня Росії.
З лютого 1920 року знову в складі УРСР, а з утворенням Радянського Союзу 30 грудня 1922 року — в його складі.

## Загальні відомості
Площа: 3572,2 км2.
Районний центр: Роздільна.

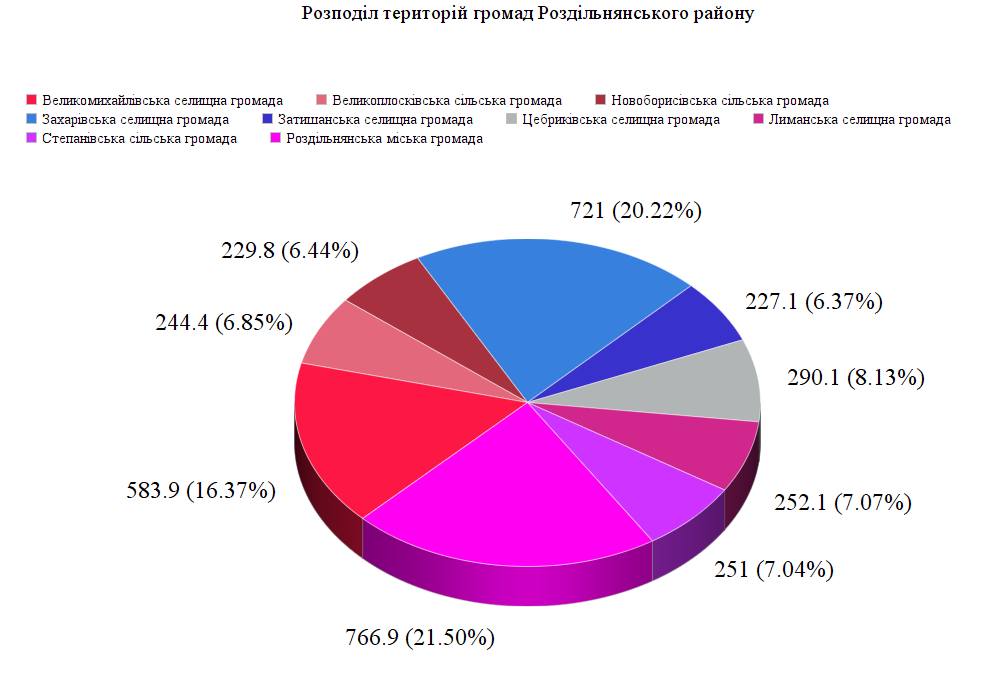
Розподіл територій громад Роздільнянського району

Прикордонний район у південній частині України.
Розташований за 40 км північно-західніше від міста Одеси.
Район межує: на півночі — з Подільським районом, на сході — з Березівським районом, на півдні — з Одеським районом, на заході — з Республікою Молдова, а саме — з Придністров'ям.

## Населення

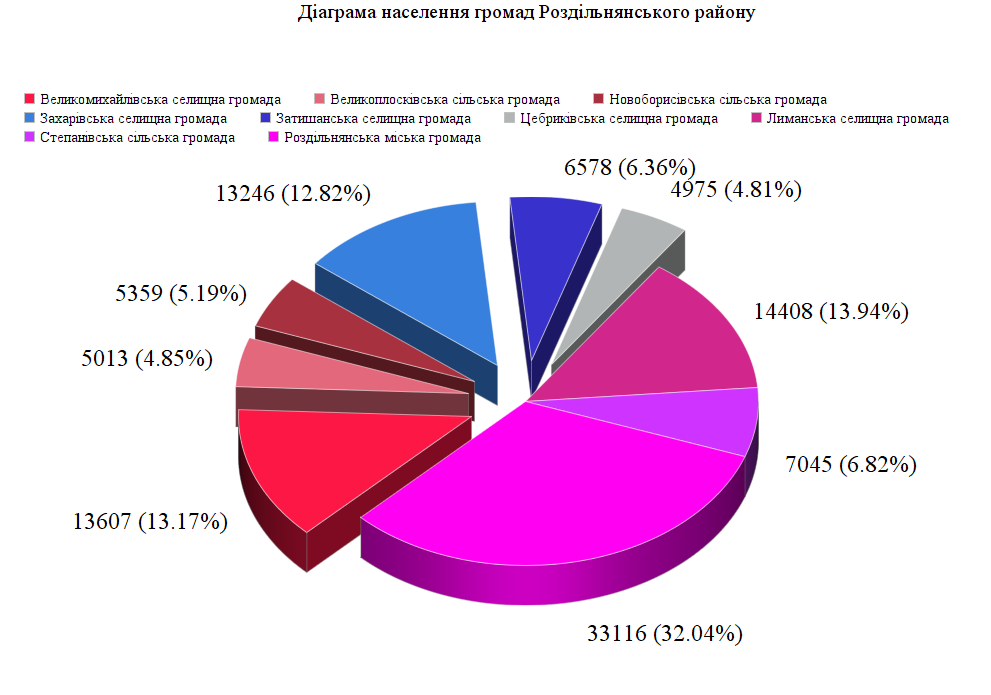
Діаграма населення громад Роздільнянського району (2020)

Наявне населення на 1 січня 2022 року — 101 407 особи. Орієнтовна кількість населення на момент створення — 104 163 особи.
Загальна чисельність міського населення — 41 202 особи (40,63 %).
Громади — 9:
- міська — 1;
- селищні — 5;
- сільські — 3.

54,39 % (54569 осіб) мешкають у південній частині району, у 3 суміжних громадах — Роздільнянській, Степанівській і Лиманській, загальна площа територій цих громад складає 35,61 % від площі району.
| рік         | 2021   | 2021     | 2022   | 2022     |
| ----------- | ------ | -------- | ------ | -------- |
| місяць      | Наявне | Постійне | Наявне | Постійне |
| 1 січня     | 102584 | 102900   | 101407 | 101723   |
| 1 лютого    | 102485 | 102801   | 101316 | 101632   |
| 1 березня   | 102421 | 102737   |        |          |
| 1 квітня    | 102339 | 102655   |        |          |
| 1 травня    | 102248 | 102564   |        |          |
| 1 червня    | 102142 | 102458   |        |          |
| 1 липня     | 102113 | 102429   |        |          |
| 1 серпня    | 102094 | 102410   |        |          |
| 1 вересня   | 101990 | 102306   |        |          |
| 1 жовтня    | 101888 | 102204   |        |          |
| 1 листопада | 101735 | 102051   |        |          |
| 1 грудня    | 101556 | 101872   |        |          |

| рік      | 2021             | 2021     | 2021                              | 2022             | 2022     | 2022                              |
| -------- | ---------------- | -------- | --------------------------------- | ---------------- | -------- | --------------------------------- |
| місяць   | живо- народжених | померлих | Природний приріст, скорочення (–) | живо- народжених | померлих | Природний приріст, скорочення (–) |
| січень   | 80               | 160      | -80                               | 68               | 121      | -53                               |
| лютий    | 91               | 126      | -35                               |                  |          |                                   |
| березень | 70               | 127      | -57                               |                  |          |                                   |
| квітень  | 74               | 130      | -56                               |                  |          |                                   |
| травень  | 61               | 133      | -72                               |                  |          |                                   |
| червень  | 94               | 122      | -28                               |                  |          |                                   |
| липень   | 88               | 117      | -29                               |                  |          |                                   |
| серпень  | 90               | 125      | -35                               |                  |          |                                   |
| вересень | 76               | 124      | -48                               |                  |          |                                   |
| жовтень  | 95               | 185      | -90                               |                  |          |                                   |
| листопад | 89               | 219      | -130                              |                  |          |                                   |
| грудень  | 67               | 157      | -90                               |                  |          |                                   |

| рік      | 2021               | 2021              | 2021                                | 2022               | 2022              | 2022                                |
| -------- | ------------------ | ----------------- | ----------------------------------- | ------------------ | ----------------- | ----------------------------------- |
| місяць   | Кількість прибулих | Кількість вибулих | Міграційний приріст, скорочення (–) | Кількість прибулих | Кількість вибулих | Міграційний приріст, скорочення (–) |
| січень   | 38                 | 57                | -19                                 | 56                 | 94                | -38                                 |
| лютий    | 56                 | 85                | -29                                 |                    |                   |                                     |
| березень | 65                 | 90                | -25                                 |                    |                   |                                     |
| квітень  | 48                 | 110               | -62                                 |                    |                   |                                     |
| травень  | 73                 | 80                | -7                                  |                    |                   |                                     |
| червень  | 77                 | 78                | -1                                  |                    |                   |                                     |
| липень   | 91                 | 81                | 10                                  |                    |                   |                                     |
| серпень  | 55                 | 124               | -69                                 |                    |                   |                                     |
| вересень | 89                 | 143               | -54                                 |                    |                   |                                     |
| жовтень  | 61                 | 124               | -63                                 |                    |                   |                                     |
| листопад | 71                 | 120               | -49                                 |                    |                   |                                     |
| грудень  | 75                 | 134               | -59                                 |                    |                   |                                     |

| рік      | 2021                              | 2021                                | 2021                              | 2022                              | 2022                                | 2022                              |
| -------- | --------------------------------- | ----------------------------------- | --------------------------------- | --------------------------------- | ----------------------------------- | --------------------------------- |
| місяць   | природний приріст, скорочення (–) | міграційний приріст, скорочення (–) | Загальний приріст, скорочення (–) | природний приріст, скорочення (–) | міграційний приріст, скорочення (–) | Загальний приріст, скорочення (–) |
| січень   | -80                               | -19                                 | -99                               | -53                               | -38                                 | -91                               |
| лютий    | -35                               | -29                                 | -64                               |                                   |                                     |                                   |
| березень | -57                               | -25                                 | -82                               |                                   |                                     |                                   |
| квітень  | -56                               | -62                                 | -118                              |                                   |                                     |                                   |
| травень  | -72                               | -7                                  | -79                               |                                   |                                     |                                   |
| червень  | -28                               | -1                                  | -29                               |                                   |                                     |                                   |
| липень   | -29                               | 10                                  | -19                               |                                   |                                     |                                   |
| серпень  | -35                               | -69                                 | -104                              |                                   |                                     |                                   |
| вересень | -48                               | -54                                 | -102                              |                                   |                                     |                                   |
| жовтень  | -90                               | -63                                 | -153                              |                                   |                                     |                                   |
| листопад | -130                              | -49                                 | -179                              |                                   |                                     |                                   |
| грудень  | -90                               | -59                                 | -149                              |                                   |                                     |                                   |

Населені пункти — 209:
місто — 1:
- Роздільна (17,44 тис. осіб)[7]

смт — 5:
- Лиманське (7,12 тис. осіб)[7]
- Велика Михайлівка (5,3 тис. осіб)
- Захарівка (5,14 тис. осіб)
- Затишшя (3,49 тис. осіб)
- Цебрикове (2,71 тис. осіб).

селища — 2.
села — 201.
Найбільші села:
- Кучурган (3,7 тис. осіб)
- Великоплоске (3,3 тис. осіб)
- Новоборисівка (2,3 тис. осіб)
- Новопетрівка (2,1 тис. осіб)
- Степанівка (1,8 тис. осіб)
- Виноградар (1,7 тис. осіб)
- Степове (1,6 тис. осіб)
- Щербанка (1,4 тис. осіб)
- Великокомарівка (1,3 тис. осіб)
- Нові Чобручі (1,1 тис. осіб)
- Перехрестове (1,0 тис. осіб)
- Павлівка (1,0 тис. осіб)

85 сіл мають населення менше ніж 100 осіб, з них 54 села — менш як 50 осіб. У 18 найбільших населених пунктах (з населенням від 1000 осіб) мешкає 69,6 тис. осіб, що складає 66,8 % від усього населення району. Ще 19441 осіб (18,66 % населення району) мешкає у 26 селах з населенням від 500 до 999 селян.
Кількість та щльність населення по громадах:

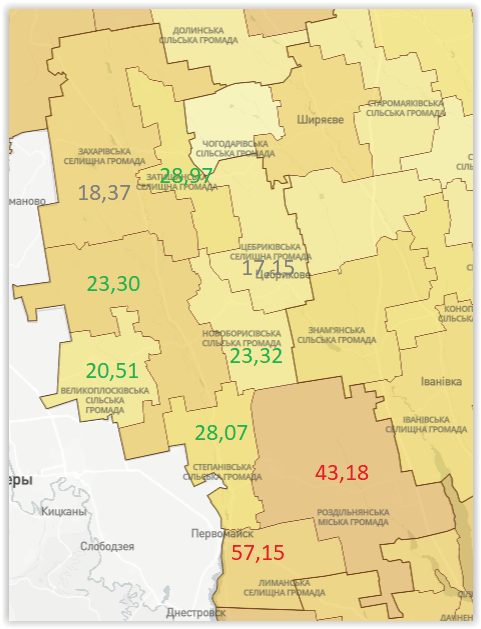
Щільність населення у громадах Роздільнянського району (2020)

| Назва громади      | категорія | осіб  | осіб/км2 |
| ------------------ | --------- | ----- | -------- |
| Лиманська          | селищна   | 12947 | 57,15    |
| Роздільнянська     | міська    | 32856 | 43,18    |
| Затишанська        | селищна   | 6578  | 28,97    |
| Степанівська       | сільська  | 7045  | 28,07    |
| Новоборисівська    | сільська  | 4559  | 23,32    |
| Великомихайлівська | селищна   | 12747 | 23,30    |
| Великоплосківська  | сільська  | 5060  | 20,51    |
| Захарівська        | селищна   | 13246 | 18,37    |
| Цебриківська       | селищна   | 5102  | 17,15    |

## Транспортне сполучення
Головна особливість географічного розташування району — прикордонне положення, широкий вихід до доріг державного значення E95М05 (Київ-Одеса), E58 (Одеса—Кучурган) та E581, вузлової станції Роздільна I Одеської залізниці визначає його значні переваги та транспортні можливості.

### Автошляхи
Основна автодорога району — регіональна автодорога Р33, проходить повз весь район з півночі на південь, об'єднуючи 4 тергромади: Захарівську, Великомихайлівську, Степанівську і Лиманську. На півночі району веде до міста Подільська; на півдні району сполучається у с. Кучургані з міжнародною автодорогою М16E58, що йде до Одеси та Тирасполю, та з територіальною дорогою Т 1625, яка прямує до Біляївки.
М16E58 проходить на крайньому півдні району, протяжність у межах району 15,5 км.
Автошлях Т 1625 у напрямку з півночі на південь прямує вздовж Кучурганського водосховища повз Кучурган та смт Лиманське.
Р33 сполучає такі населені пункти району (з півночі на південь): Кошарка, Карабанове, Новомиколаївка, Нова Шибка, с-ще Захарівка, Майорське, Глибокояр, Мале Гросулове, с-ще Велика Михайлівка, Новопетрівка, Новоселівка, Гірське, Марківка, Ангелінівка, Яковлівка, Розалівка, Степанівка, Павлівка, Кучурган. У південній частині району, на півночі Степанівки, траса сполучається з територіальною трасою Т 1618, яка веде до районного центру м. Роздільна. Т 1618 йде повз Роздільну, Петро-Євдокіївку, Новоукраїнку, Шеметове, Єреміївку та сполучається з міжнародною трасою М05E95 на південному сході району.
Т 1618 об'єднує Степанівську сільську та Роздільнянську міську громади.
Протяжність траси М05E95 в межах району складає 11 км та не проходить повз жодного населеного пункту. На півдні прямує до Одеси, на півночі — до Києва.
У північній частині району, у напрямку з заходу на схід прямує територіальна траса Т 1614, сполучаючи на кордоні з Молдовою пропускний пункт Йосипівка-Колосове з Захарівкою, трасою Р33, Загір'я, Затишшя, та вже на території Березівського району з'єднується з трасами Р71 та М05E95.
Об'єднує 3 тергромади району: Захарівську, Затишанську та Цебриківську.
У центральній частині району також з заходу на схід пролягає автодорога територіального значення Т 1615. Вона починається на пропускному пункті Великоплоське-Мелеєшть на кордоні з Молдовою, курсує повз Великоплоске, Орел, Тростянець, Новопетрівку, Вакарське, Поплавку, Новоборисівку, Цебрикове, Малоцебрикове та на території Знам'янської тергромади Березівського району з'єднується з М05E95.
Об'єднує 4 громади району: Великоплосківську, Великомихайлівську, Новоборисівську та Цебриківську.
Т 1634 Проходить територією Великоплосківської тергромади через Великоплоске — Слов'яносербку — пункт контролю Слов'яносербка на кордоні з Молдовою. Загальна довжина — 11,2 км.

### Залізничне сполучення
Два транспортних коридори проходять через одну з найбільших вузлових станцій України — Роздільна-Сортувальна, яка входить до складу Одеської залізниці. Тут формуються потяги на основні напрямки: Молдову, Західну Європу, Київ, морські порти. За своїми технічними спроможностями станція розрахована на щодобове перероблення 70 потягів всіх видів класності. З введенням в дію нового вокзального комплексу здійснена повна модернізація станції. Платформи здатні одночасно приймати 3 потяги в різних напрямках.
Залізниця проходить через Захарівську, Затишанську, Новоборисівську, Роздільнянську та Степанівську (лінія Одеса-Кишинів) тергромади.
Станції та зупинки лінії Одеса-Київ з півночі на південь: Перше Травня, Перехрестове, Затишшя, Перемога, Торосове, Іванівка, Веселий Кут, Димитрове, Мигаєве, Надія, Роздільна-Сортувальна, Роздільна I, Кам'янка, Буценівка, Кузьменкове, Єреміївка, Новоселівка, Карпове. На лінії Роздільна-Кишинів: Роздільна I та Кучурган. На лінії Мигаєве-Ротове: 6 км.

### Аеропорт
Фізико-географічне положення району сприяло розташуванню військового аеродрому, який починаючи з 1997 року сертифікований за цивільними льотними процедурами, може обслуговувати міжнародні польоти повітряними суднами типу АН-124, «Руслан», «ІЛ-76» і класом нижче.
На базі аеродрому функціонують авіаційно-спортивні клуби.
30 липня 2008 року відкритий міжнародний, цілодобовий пункт пропуску через державний кордон для повітряного сполучення в аеропорту Лиманське. Зараз аеропорт не експлуатується.

## Кордон

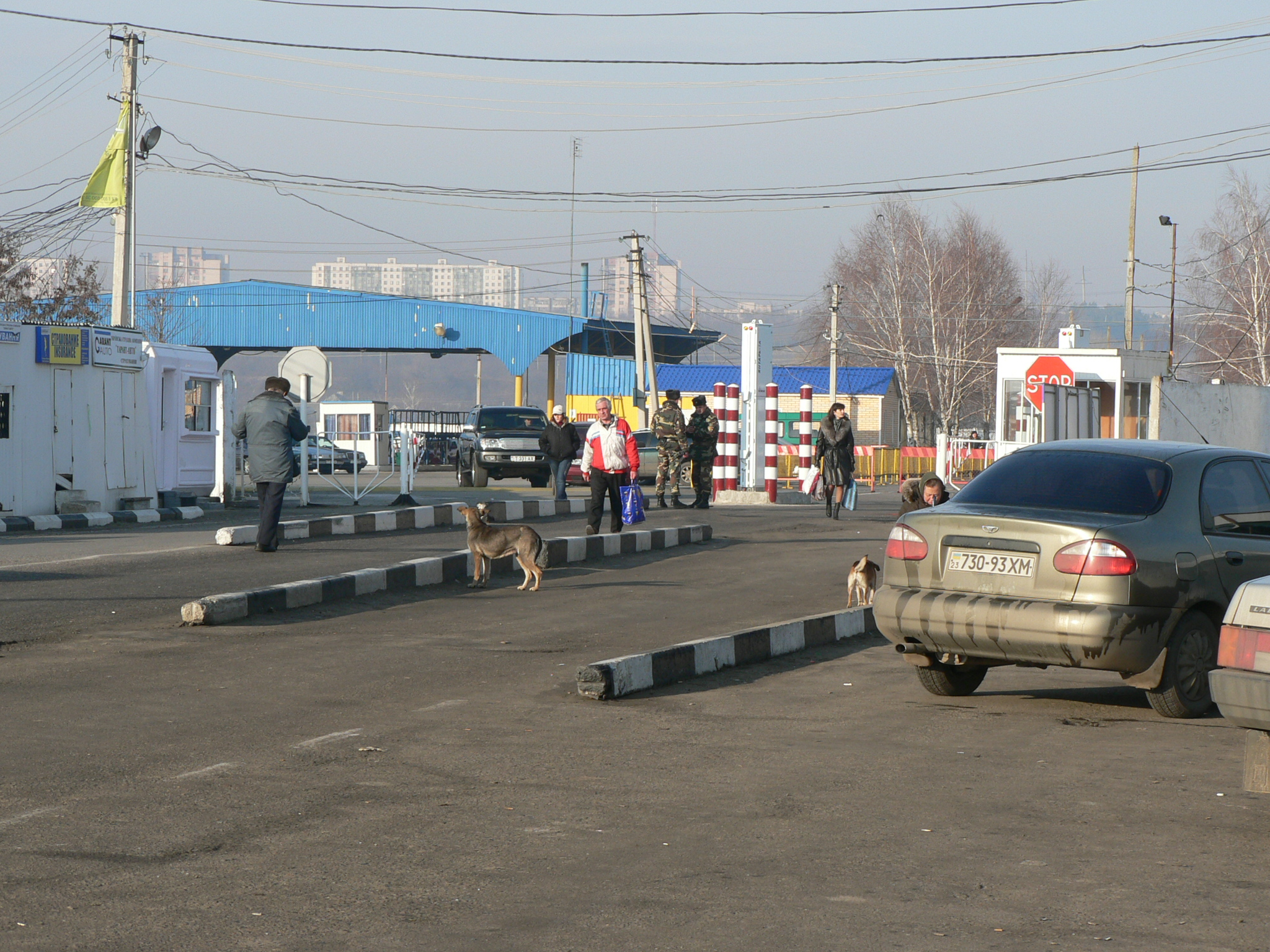
пункт контролю через державний кордон України Кучурган

Територією району по залізниці, суші та воді пролягає лінія Українсько-Молдовського кордону. Охорону безпеки України тут несе особовий склад Прикордонної та Митної служби. Район віднесено до контрольованої прикордонної зони. На кордоні з Республікою Молдова знаходяться пропускні пункти:
- залізничний (міжнародний, цілодобовий) Кучурган-Новосавицьке;
- автомобільний (міждержавний, цілодобовий) Кучурган-Первомайськ;
- повітряний (міжнародний, цілодобовий) аеропорту «Лиманське».

Пропускні операції тимчасово не здійснюються з молдовської сторони:
- автомобільний (місцевий, у світлий час доби) Розалівка-Фрунзе (Нове);
- автомобільний (місцевий, цілодобовий) Гребеники-Тирасполь;
- автомобільний (міждержавний, цілодобовий) Слов'яносербка-Ближній Хутір;
- автомобільний (міждержавний, цілодобовий) Великоплоське-Мелеєшть;
- автомобільний (місцевий, у світлий час доби) Павлівка-Мочарівка;
- автомобільний (міждержавний, цілодобовий) Йосипівка-Колосове;

## Митниця
У м. Роздільна по вул. Європейська, 37а знаходиться митний пост «Кучурган» Одеської митниці ДФС. Йому підпорядковані чотири відділи митного оформлення та сектор митного оформлення:
- відділ митного оформлення №1 (розташований у міжнародному пункті пропуску для автомобільного сполучення «Кучурган-Первомайськ» за адресою: 67450, Одеська обл., Роздільнянський район, с. Кучурган).
- відділ митного оформлення № 2 (розташований у міжнародному пункті пропуску для залізничного сполучення «Кучурган-Новосавицьке» за адресою: 67431, Одеська обл., Роздільнянський район, с. Труд-Куток).
- відділ митного оформлення № 3 (розташований у міждержавному пункті пропуску для автомобільного сполучення «Великоплоське-Мелеєшть» за адресою: 67140, Одеська обл., Роздільнянський район, с. Великоплоске та у міждержавному пункті пропуску для автомобільного сполучення «Слов’яносербка-Ближній Хутір» за адресою: 67142, Одеська обл., Роздільнянський район, с. Слов’яносербка).
- відділ митного оформлення №4 (розташований поза межами Роздільнянського району — у міждержавному пункті пропуску для автомобільного сполучення «Градениці-Незавертайлівка» за адресою: 67640, Одеська обл., Одеський район, с. Градениці).
- сектор митного оформлення №1 (розташований за адресою: 67400, Одеська обл., м. Роздільна, вул. Європейська, 37-а).

У міжнародному пункті пропуску для автомобільного сполучення «Йосипівка-Колосове» знаходиться відділ митного оформлення № 6, підпорядкований митному посту «Подільськ» Одеської митниці, який розташований у сусідньому Подільському районі — у м. Подільськ.

## Влада
До складу районної ради входять 38 депутатів, що обираються мешканцями району строком на 5 років. За результатами місцевих виборів 2020 року, районна рада поділяється на такі депутатські групи та фракції: Опозиційна платформа — За життя (13 депутатів), Всеукраїнське об'єднання «Батьківщина» (6), «Європейська солідарність» (5), «Слуга народу» (5), Довіряй ділам (3), «Наш край» (3), «За майбутнє» (3). Головою районної ради VIII скликання на 1 сесії, що відбулася 24 листопада 2020 року, було обрано Пресмана Олександра Семеновича.
Великий політичний вплив у місті та Роздільнянському районі має Роздільнянська районна державна адміністрація та, зокрема, її голова. Він, як представник Президента України керує виконавчою владою не тільки на рівні міста, а й на території всього району. 15 січня 2020 року на цю посаду було призначено Приходько Сергія Миколайовича, який також є депутатом Роздільнянської районної ради.
У Роздільній розташовані будівлі Роздільнянської міської та районної ради, Роздільнянської районної державної адміністрації та Роздільнянського районного суду.
Кількість виборців на 30 листопада 2020 року — 78015.

### Виборчі округи та дільниці
Більша частина району (205 населених пунктів) входить до виборчого округу № 139. Лише дві дільниці Цебриківської територіальної громади — 510927 (Никомаврівка) та 510937 (Саханське) належать до округу № 138. У населених пунктах Труд-Гребеник (територіально належить до дільниці 510740, округ № 139) та Галупове (територіально належить до дільниці 510927, округ № 138) немає зареєстрованих виборців.
Всього у районі знаходиться 76 виборчих дільниць: 26 малих, 33 середніх та 17 великих.
| Назва громади                      | Кількість виборчих дільниць: | Кількість виборчих дільниць: | Кількість виборчих дільниць: | Кількість виборчих дільниць: |
| Назва громади                      | Всього                       | малих                        | середніх                     | великих                      |
| ---------------------------------- | ---------------------------- | ---------------------------- | ---------------------------- | ---------------------------- |
| Великомихайлівська селищна громада | 12                           | 4                            | 6                            | 2                            |
| Великоплосківська сільська громада | 4                            | 2                            | 1                            | 1                            |
| Затишанська селищна громада        | 5                            | 1                            | 4                            | 0                            |
| Захарівська селищна громада        | 14                           | 9                            | 3                            | 2                            |
| Лиманська селищна громада          | 8                            | 1                            | 5                            | 2                            |
| Новоборисівська сільська громада   | 4                            | 1                            | 2                            | 1                            |
| Роздільнянська міська громада      | 19                           | 3                            | 9                            | 7                            |
| Степанівська сільська громада      | 6                            | 3                            | 2                            | 1                            |
| Цебриківська селищна громада       | 4                            | 2                            | 1                            | 1                            |
| Всього                             | 76                           | 26                           | 33                           | 17                           |

## Пам'ятки культури

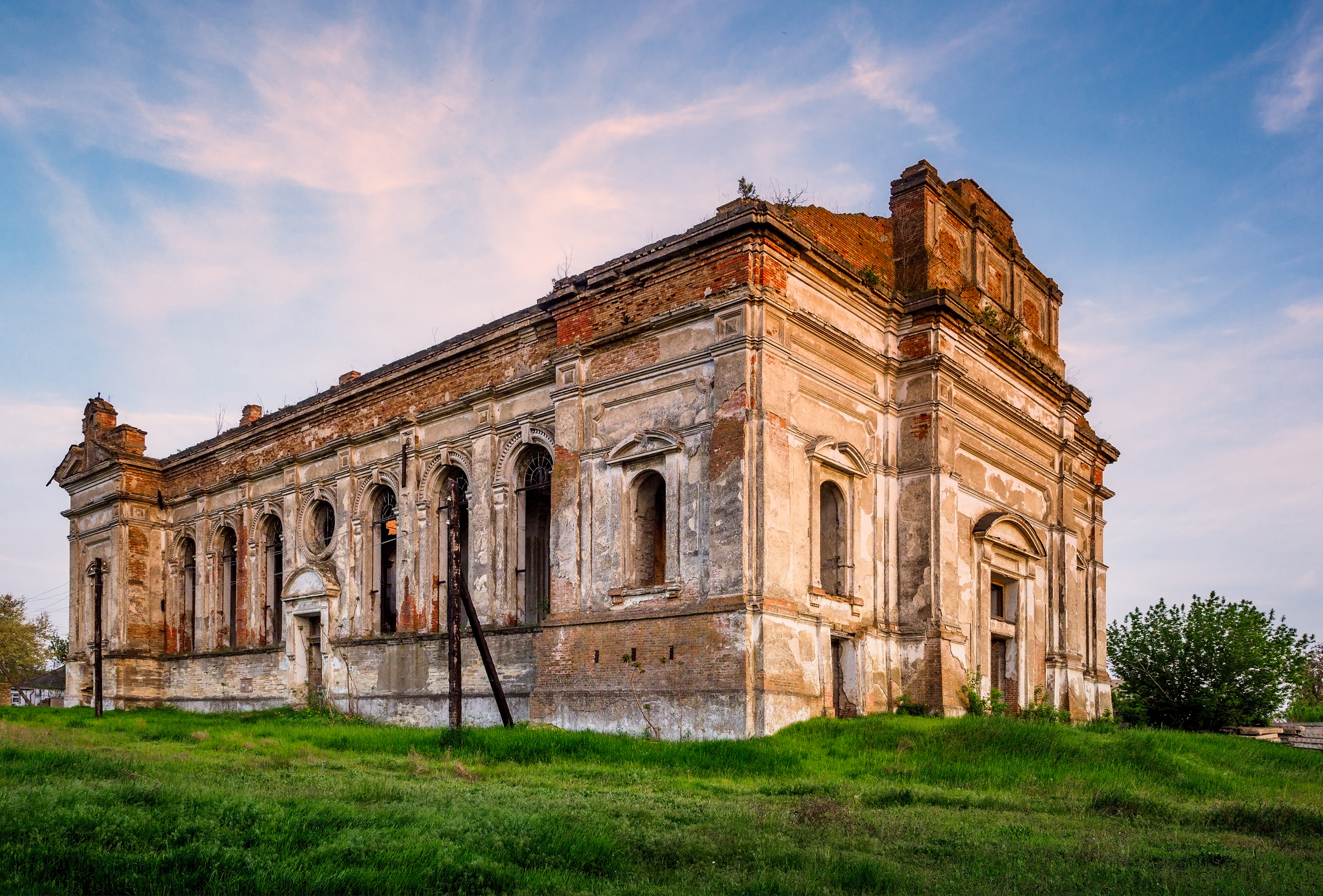
Собор Успіння Пресвятої Богородиці

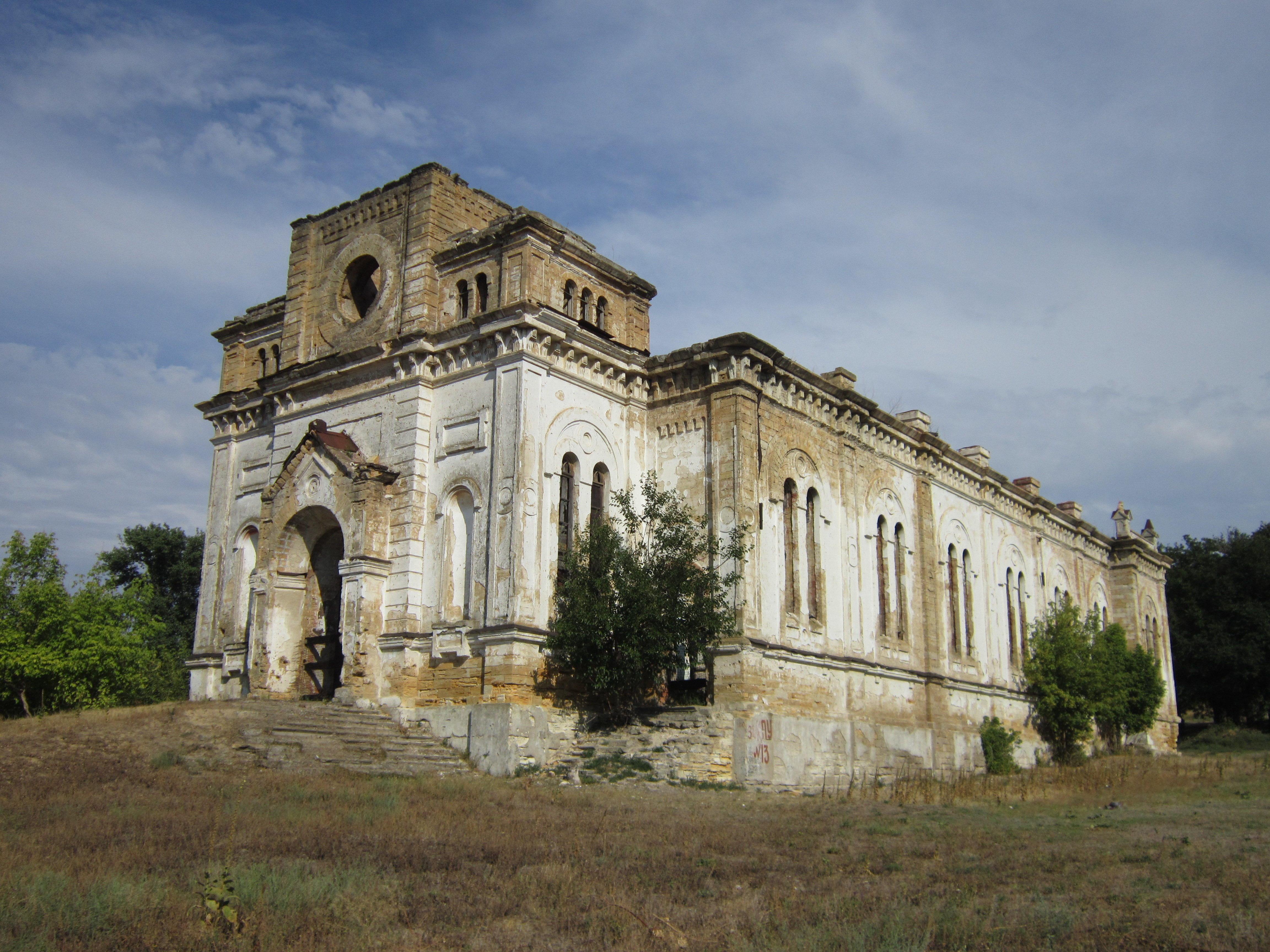
Собор Пресвятої Трійці

Найбільш цікавими пам'ятками, з точки зору історії та культури, є церкви. Найбільший католицький собор півдня України — старовинний німецький собор Успіння Пресвятої Діви Марії в селищі Лиманське (колишньої колонії Зельц) побудований у 1901 році, а також менший собор Пресвятої Трійці — поруч із цвинтарем. Менший собор був побудований з великим і глибоким підвалом, де згодом був похований перший священник. Туди, як в мавзолей можна було спускатися східцями й покладати квіти. Обидві церкви були католицькими. Учні та вчителі Лиманської загальноосвітньої школи, в ході пошукової роботи, з'ясували, що, потребує зараз в реставрації, велика церква в центрі селища, що нагадує базиліку своєю подовженою, витягнутою формою. Деякі жителі стверджують, що будівля церкви була зведена в 1808 році. Німці, що населяли Зельц, не могли жити без церкви ціле століття, тому на місці збудованого у 1901 році храму з 1821 року діяла маленька церква.

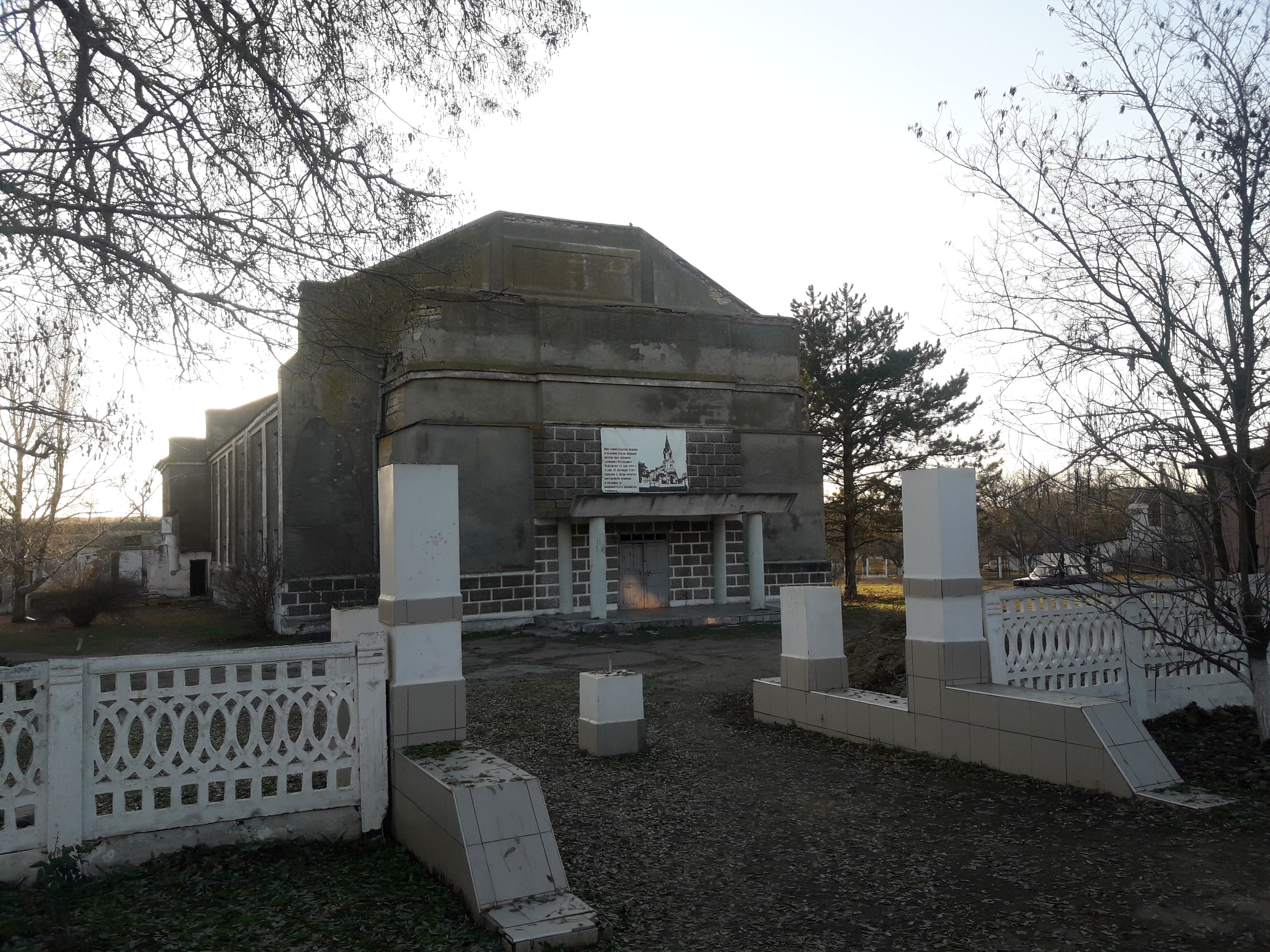
Костел Святих Ангелів-охоронців

Костел Святих Ангелів-охоронців (село Щербанка, раніше Ельзас нім. Elsaβ). У Ельзасі перший камінь костелу Святих Ангелів-охоронців був закладений дияконом Рудольфом Райхерт 13 травня 1891. А вже 25 жовтня 1892 єпископ А. Церр освятив нову церкву й оголосив її покровителем архангела Гавриїла. Побудоване в стилі еклектики, масивна будівля кірхи було довжиною 51 м і шириною 20 м, а вбудована вежа разом зі шпилем була заввишки 46 м. Башта знаходилася в північній стороні церкви, а гаспида — на південній. На фасаді знаходилося два основного порталу, по сім великих стрілчастих вікон з кожного боку будівлі. Інтер'єр прикрашали три чудові вівтарі, поставлені тірольськими художніми майстрами Штуфлессера. Над багато оздобленим головним вівтарем висіла картина, виконана маслом, із зображенням архангела Гавриїла. З іншого боку стояли статуї Св. Антонія і Св. Климентія. Боковий вівтар у правому нефі було присвячено Пресвятій Богородиці, в лівому — вівтар Св. Йосипа. У наступні роки скульптури дванадцяти апостолів були прикріплені до 12-и колон центрального нефа, а прекрасно виконана серія картин «зупинки Христа на Хресній дорозі на Голгофу» була розміщена не стінах. Три картини на церковну тематику були написані майстром Бенцінгером зі Швейцарії. Серед іншого церковного оздоблення були: кафедра з виразним різьбленням по дереву, мармурова купіль для хрещення, кілька картин на біблійні сюжети. У 1911 році в церкві був встановлений орган, а на дзвіниці — чотири дзвони різних розмірів. "Спрямована вгору вежа, форма вікон, що йдуть уздовж стін, і гаспида були, безсумнівно, типовими елементами готики, — описував одне з джерел початку XX століття, — в той час, як фризи, напівкруглі резонансні отвори дзвіниці, і інші архітектурні елементи, були характерними для інших стилів; одним словом, ельзаська кірха являла собою в архітектурному плані, змішання стилів. Майстри-будівельники зробили над апсидою дуже виразний звід з м'якого черепашнику. Вівтар був облицьований дубом[джерело?].

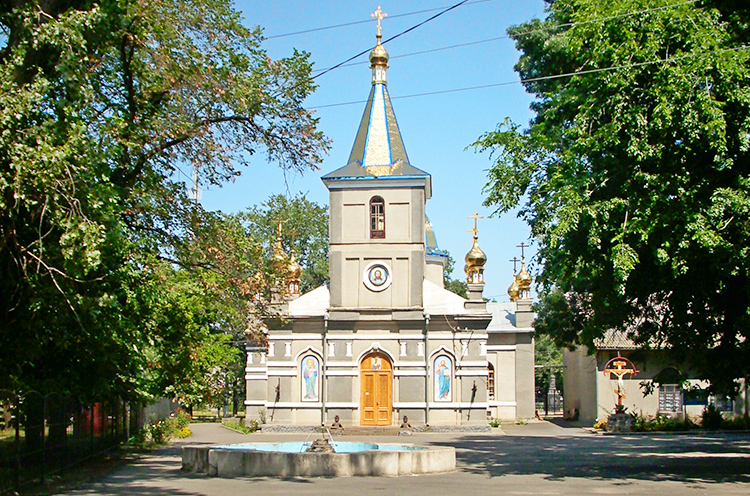
Свято-Миколаївська церква

Свято-Миколаївська церква в Роздільній була збудовано у 1901 році. Оскільки, Роздільна являла собою невелике селище, церкву будували невелику, як для села. Зате вийшла вона дуже витонченою і гармонійною. Фонди на будівництво виділяла залізниця. Микола Чудотворець — покровитель мандрівників. Роздільна ж на початку XX століття поступово стає залізничною станцією 1-й категорії, у зв'язку з цим ім'я церкви дано не випадково. Як, втім, і місце розташування: біля вокзалу, що дозволяє завжди бути в центрі суспільного життя. Була при церкві й приходська школа. Настоятелем церкви в цей час був Романович Іполит Миколайович, який був наданий, увагою самого імператора Миколи II. У 1904 році Микола II з дружиною Олександрою Федорівною прибув в Роздільну і відвідав Свято-Миколаївську церкву, де нагородив іменними золотими годинниками священника отця Іполита, за старанність. У 1911 році імператор Микола II вдруге відвідав Роздільнянську церкву, але вже разом зі своїм сином, спадкоємцем престолу царевичем Олексієм. На початку 20-х років настоятель церкви отець Іполит вмирає від тифу, у віці 44 років. Могила батька Іполита знаходиться в церковному дворі. Після його смерті церква була закрита на довгі роки. Під час окупації церкву відкрили, проте колишнього зовнішньої величі вона позбулася, у зв'язку з пошкодженням статей до війни. Діяла вона до початку 50-х років і знову була закрита, до 90-х років XX століття. І тільки в 1990 році, за указом 1-го секретаря Роздільнянського райкому партії Сергія Рафаїловича Гриневецького, церкві повернули справжнім господарям. Проходило воно поетапно, протягом 6 років, багато в чому за допомогою майстрів і художників Західної України. 14 січня 1991 було проведено перше богослужіння, і з того часу, попри відновлювальні (навіть внутрішні) роботи, проводилися літургії. У 1997 році, 5 жовтня, церква була повністю відновлена й освячена Агафангелом, митрополитом Одеським і Ізмаїльським.

## Карти території району в різні часи

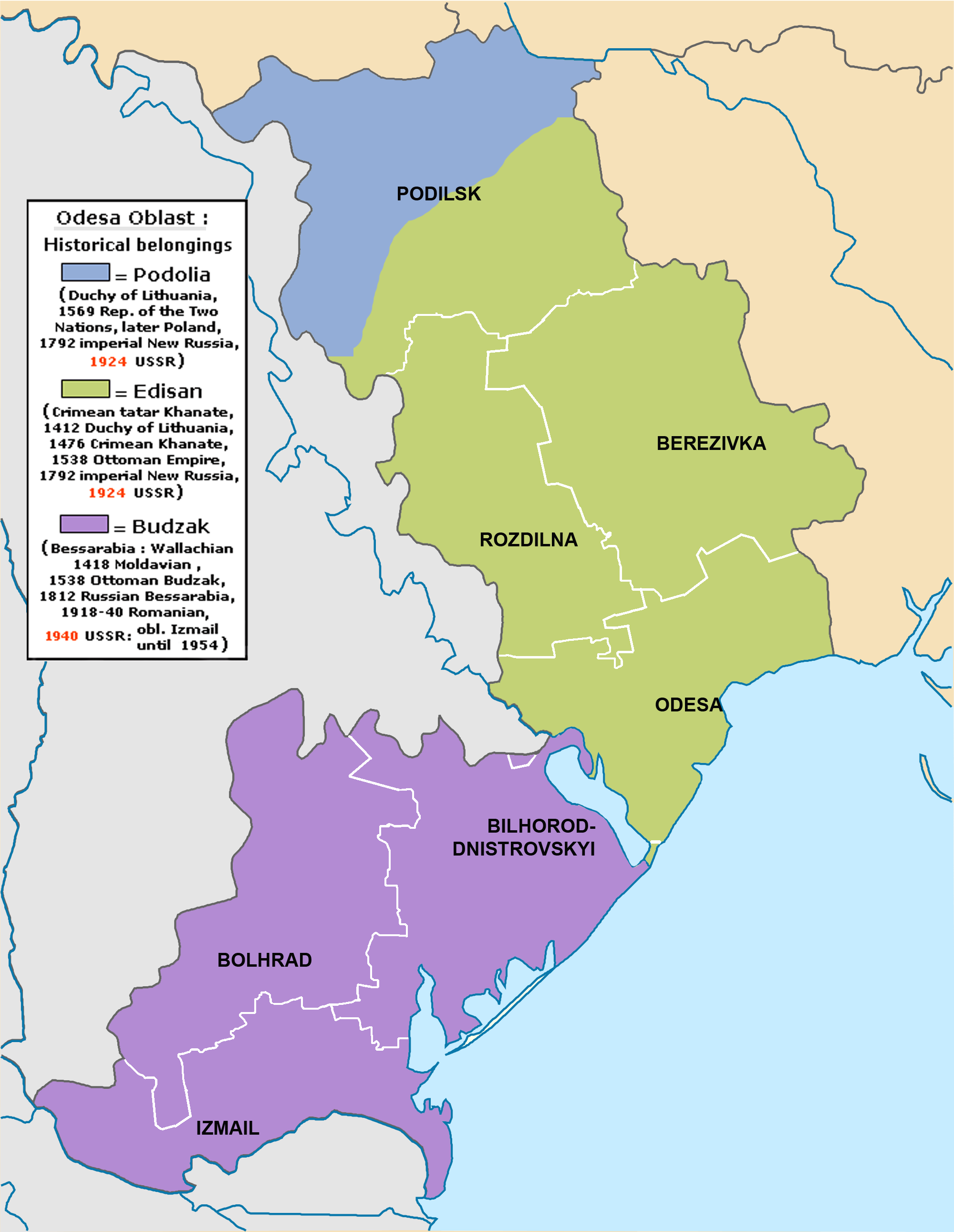
Історичне утворення області
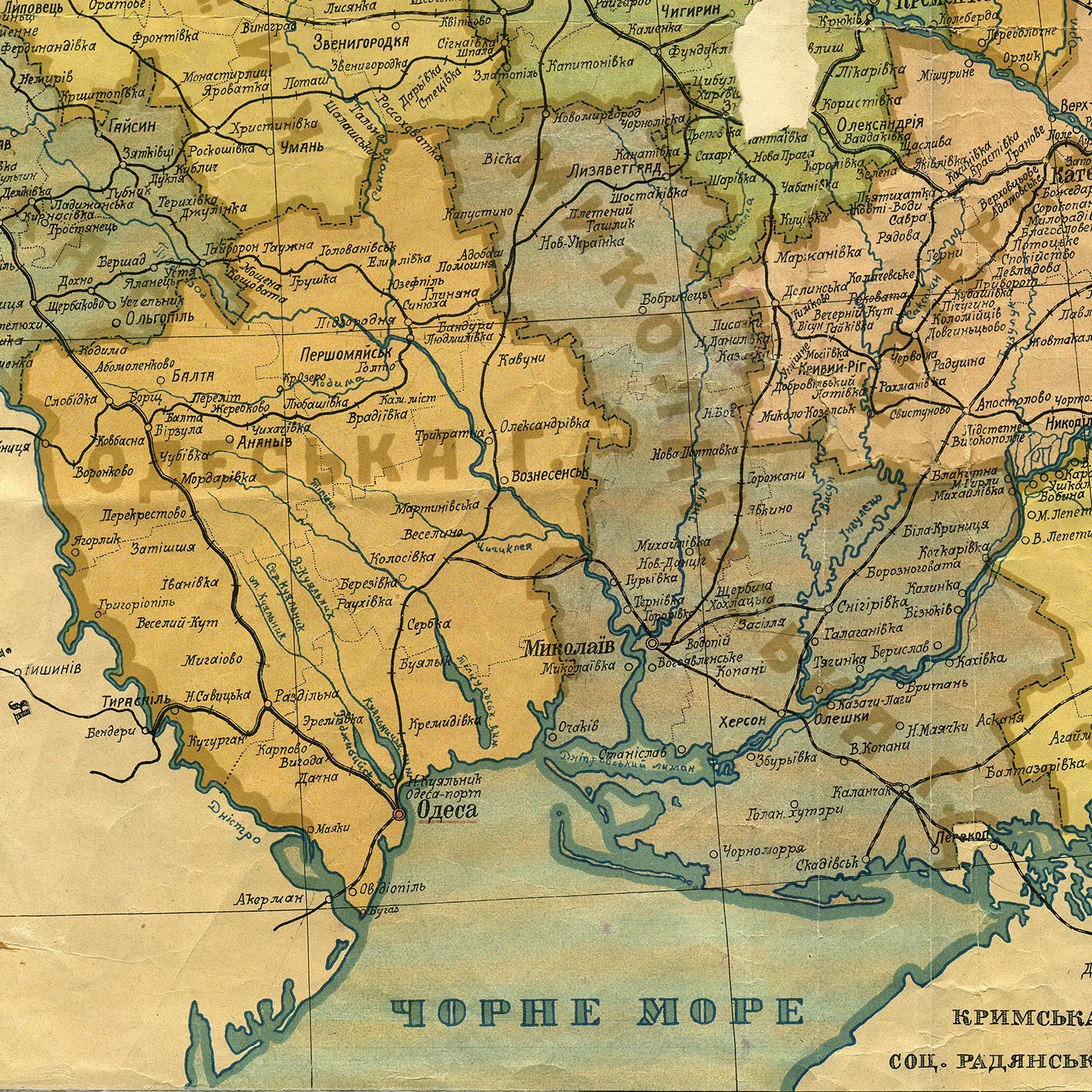
Карта Одеської та Миколаївської губерній, 1922
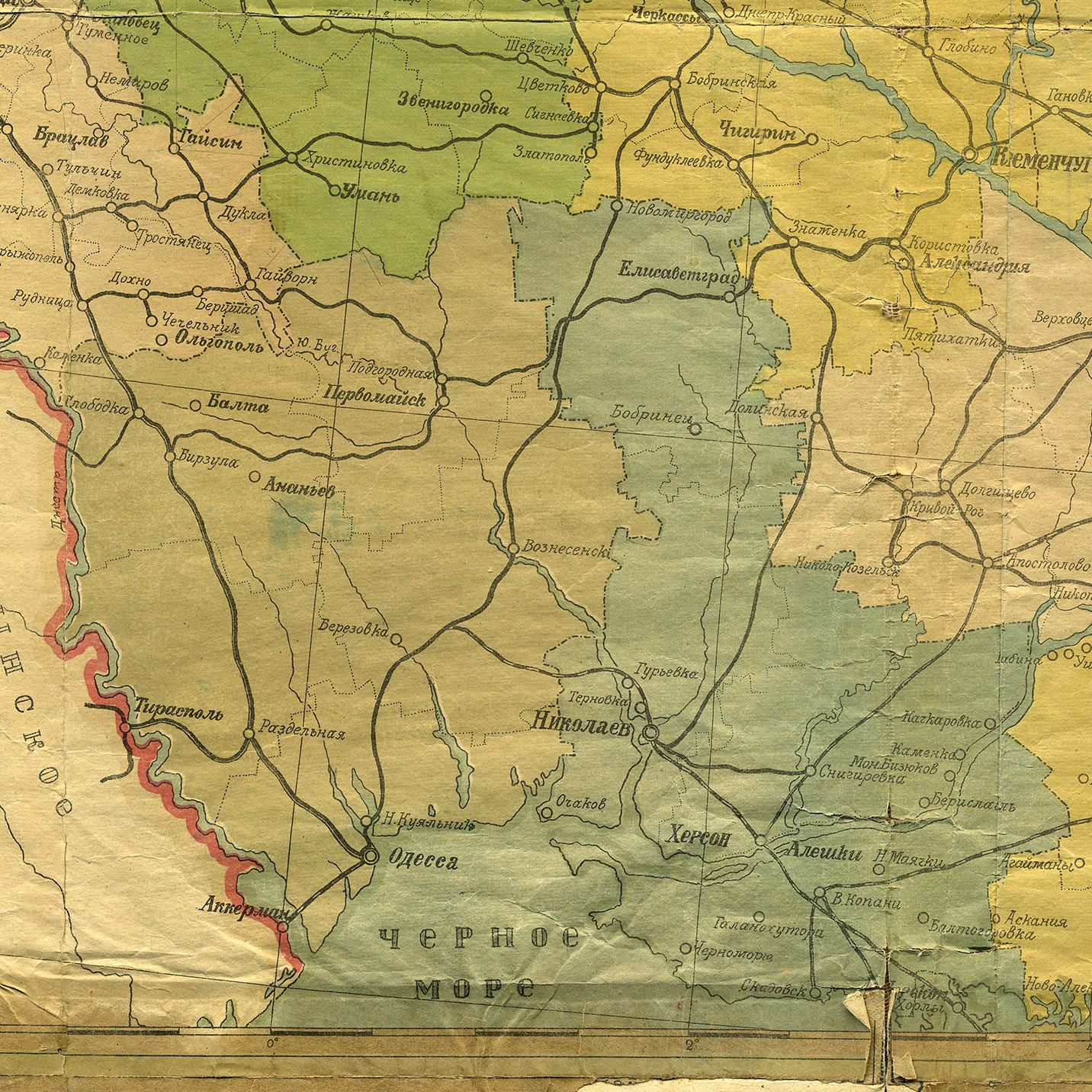
Карта Одеської та Миколаївської губерній, 1921
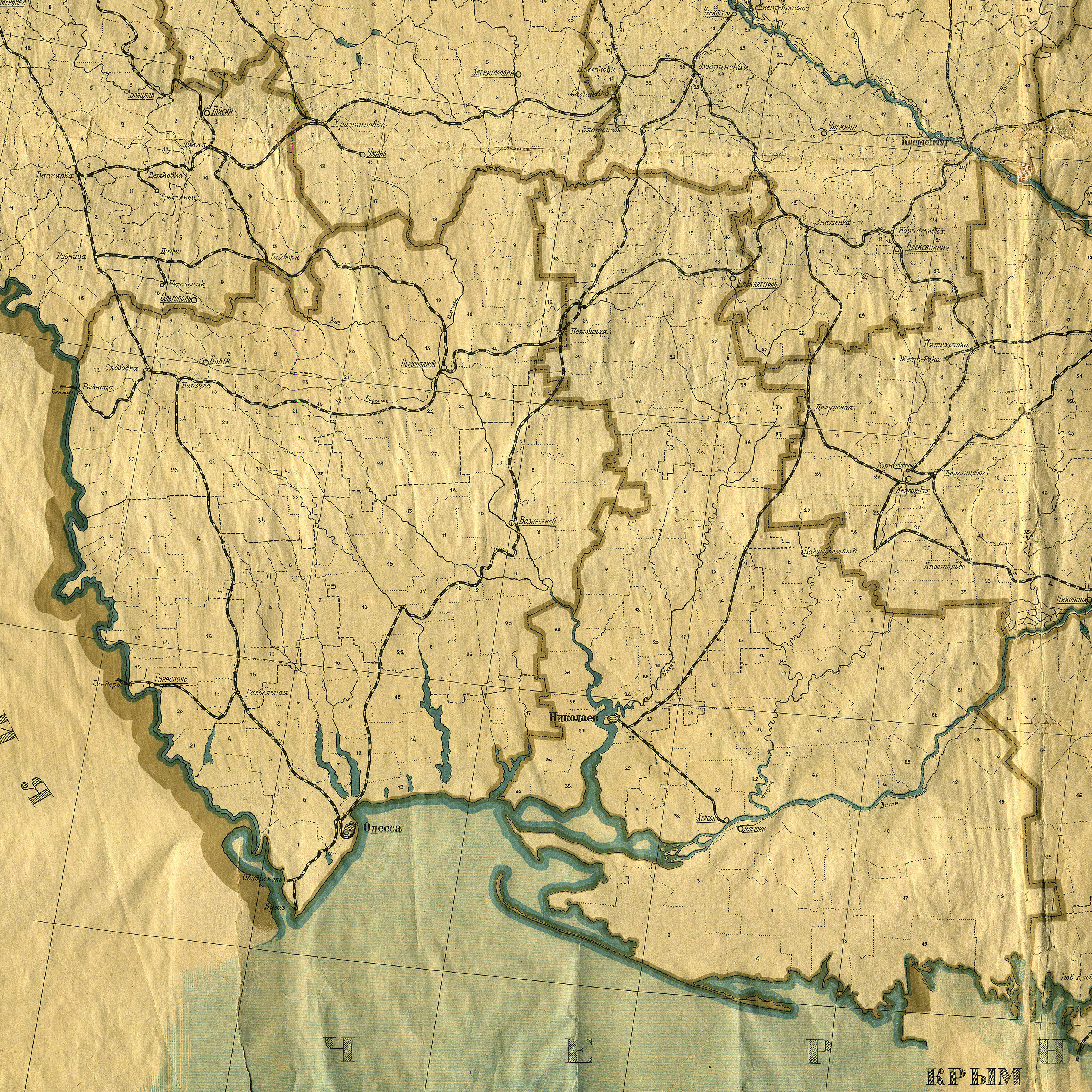
Роздільна в складі Понятовської волості Тираспольського повіту, 1921 р.
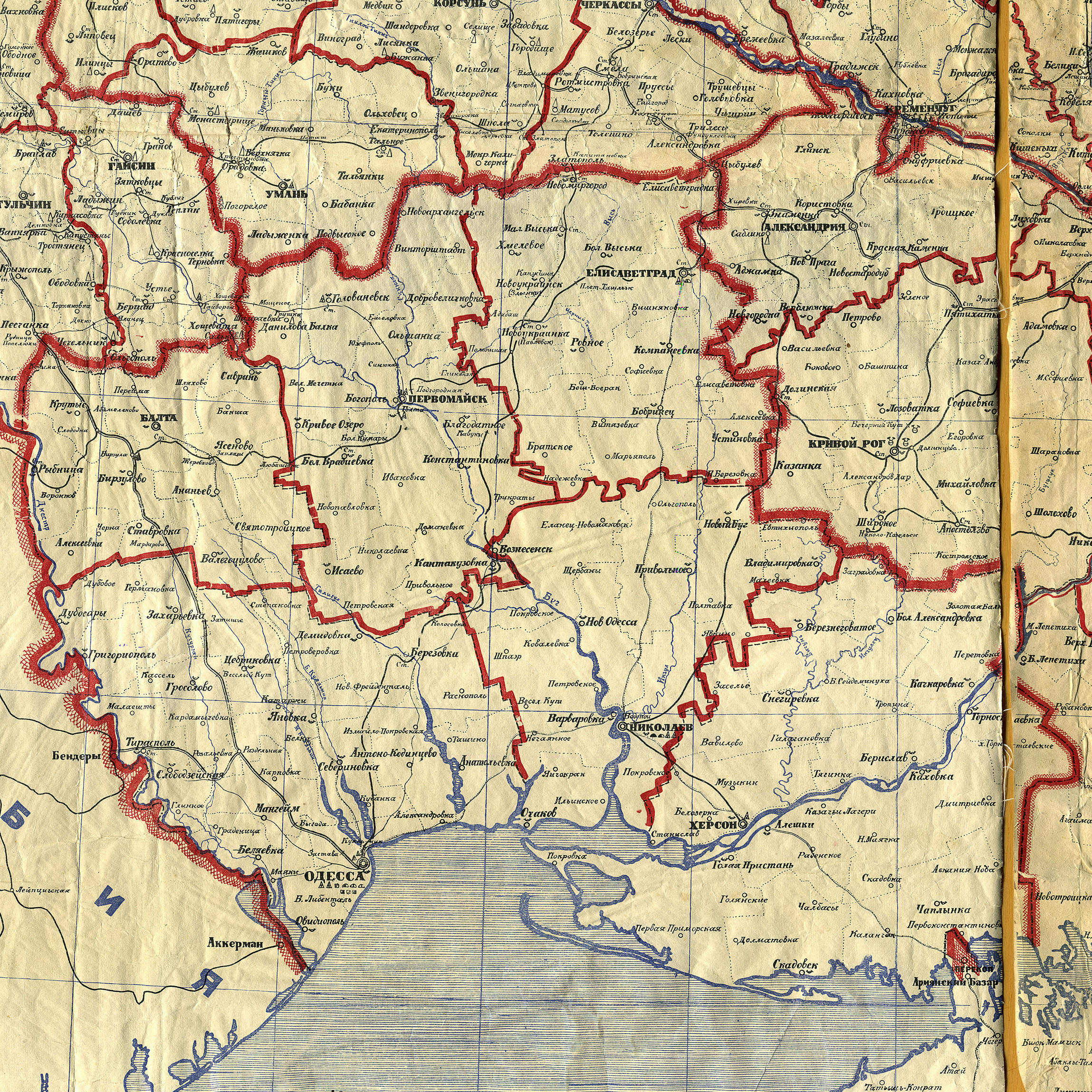
Яновський район Одеської губернії, квітень 1923 р.
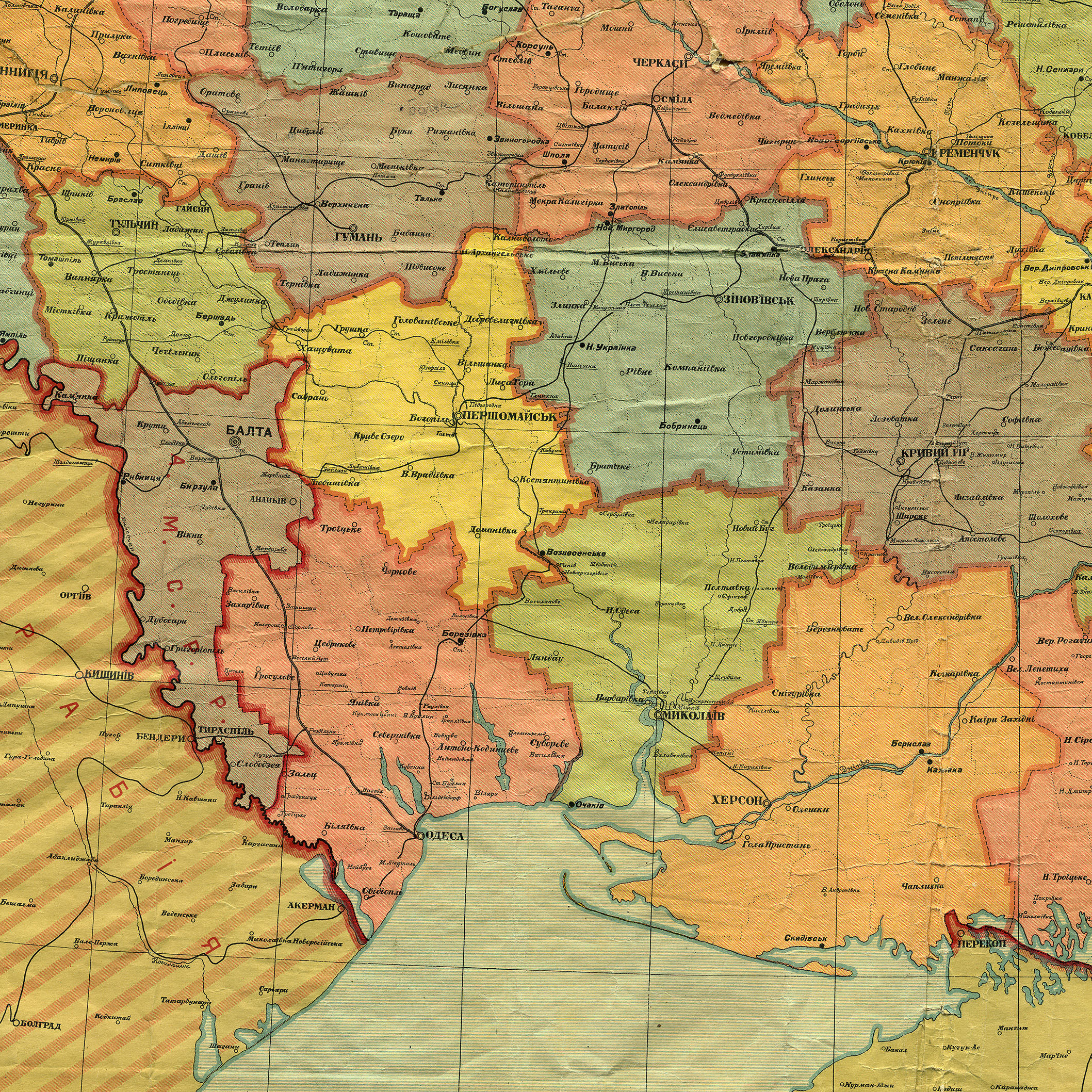
Територія колишньої Одеської губернії на карті Української СРР, адміністративні межі станом на 1 жовтня 1925
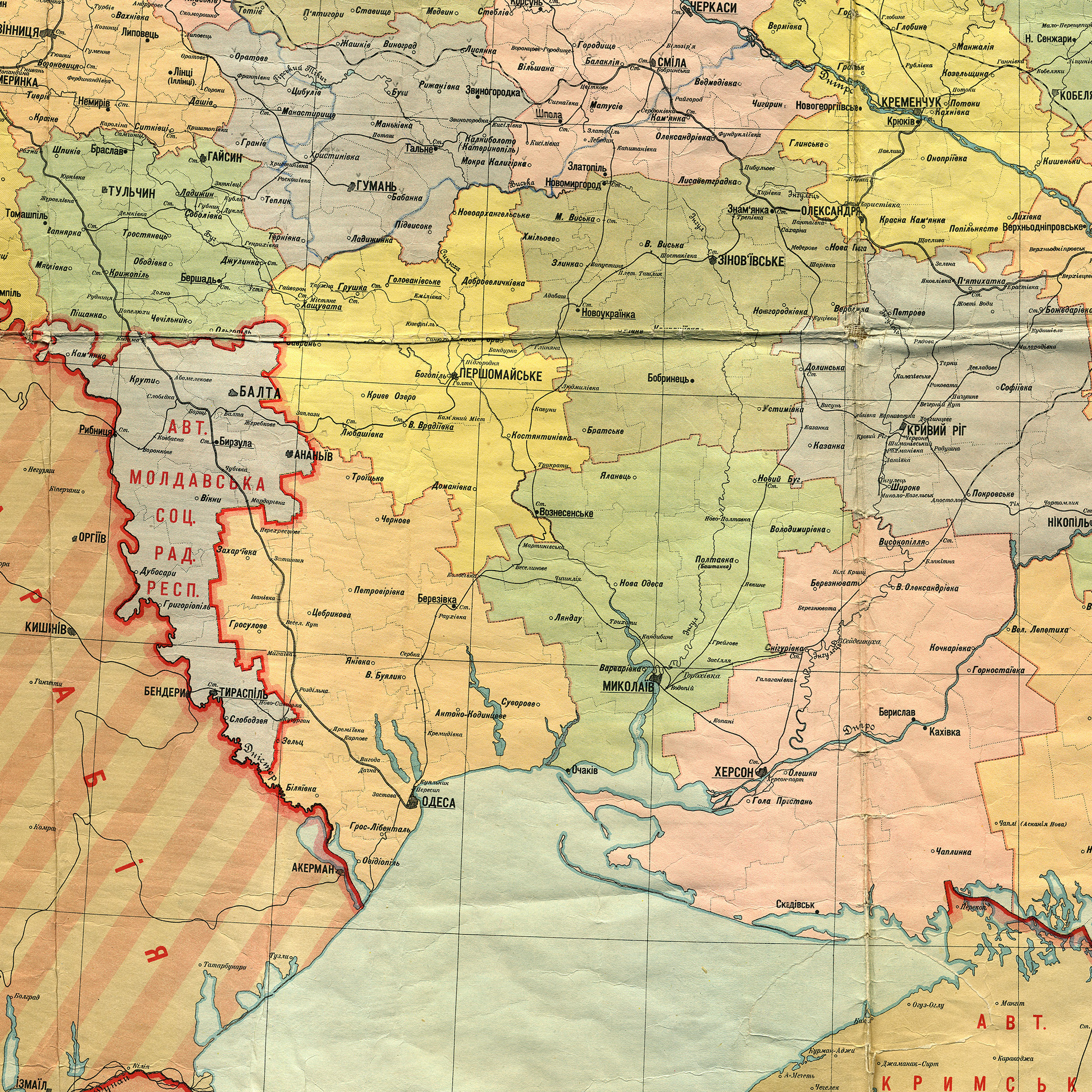
Територія колишньої Одеської губернії на карті Української СРР, адміністративні межі станом на 1 березня 1927
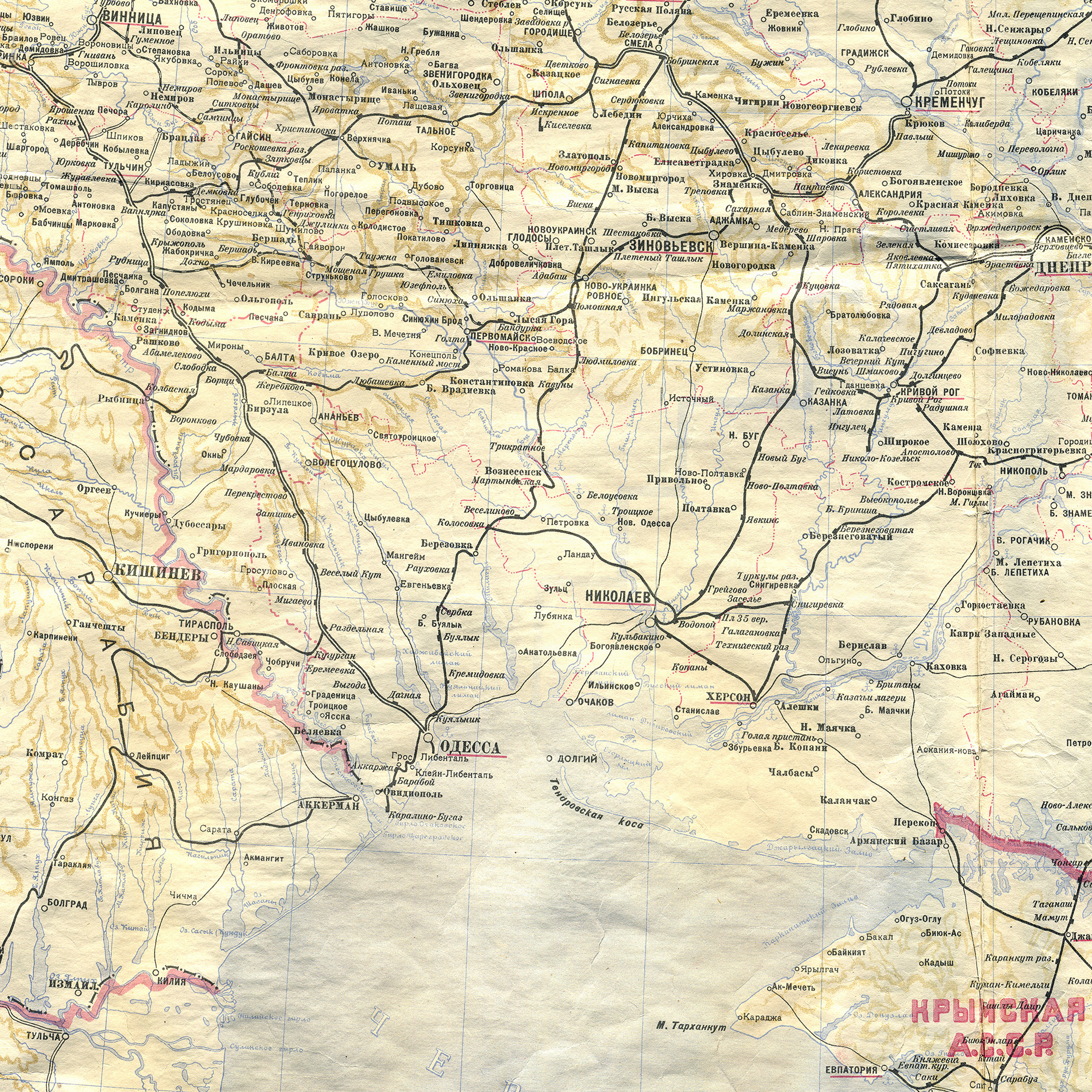
Територія колишньої Одеської губернії (з округами), адміністративні межі станом на 1 липня 1928
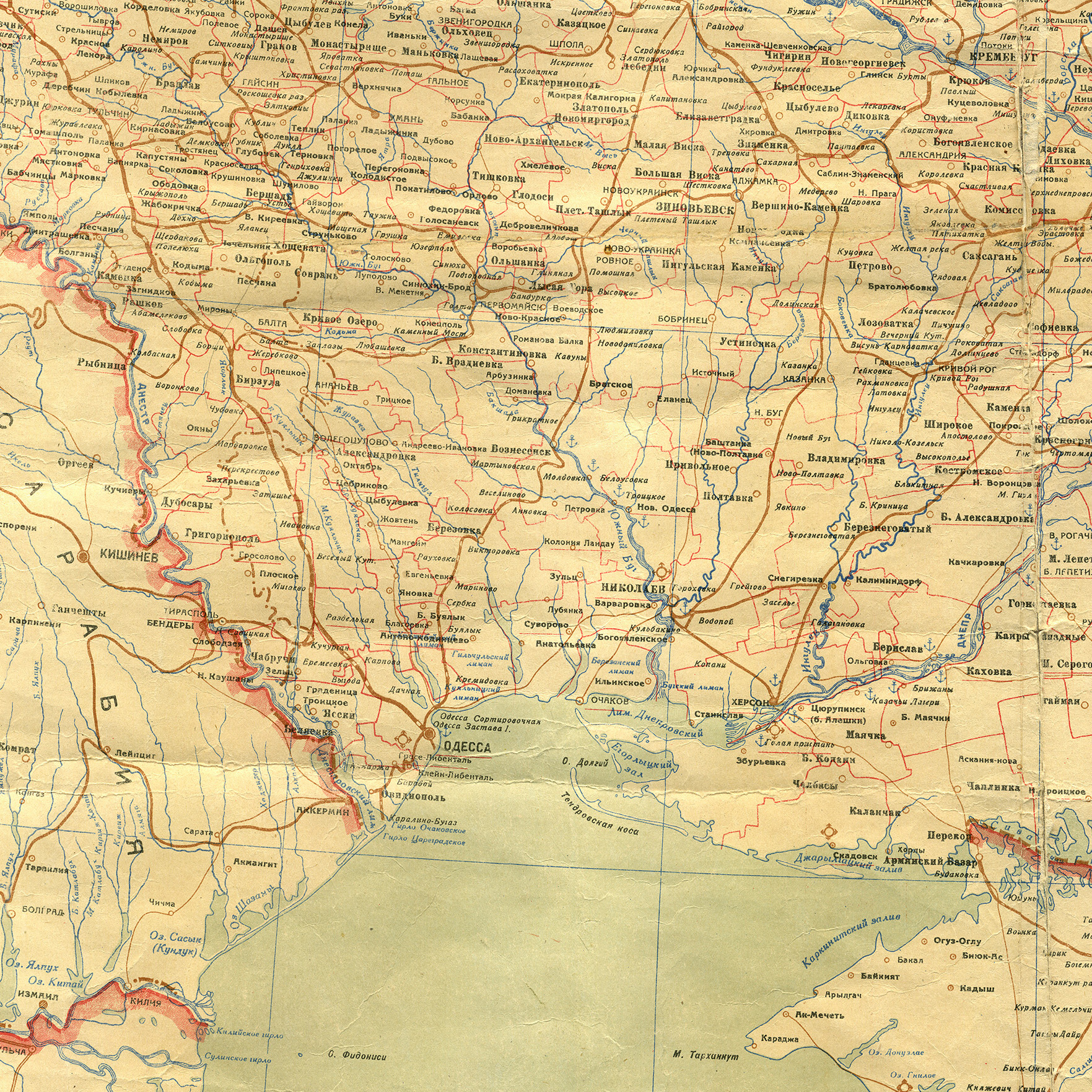
Територія майбутньої Одеської області, адміністративні межі станом на 1 січня 1932
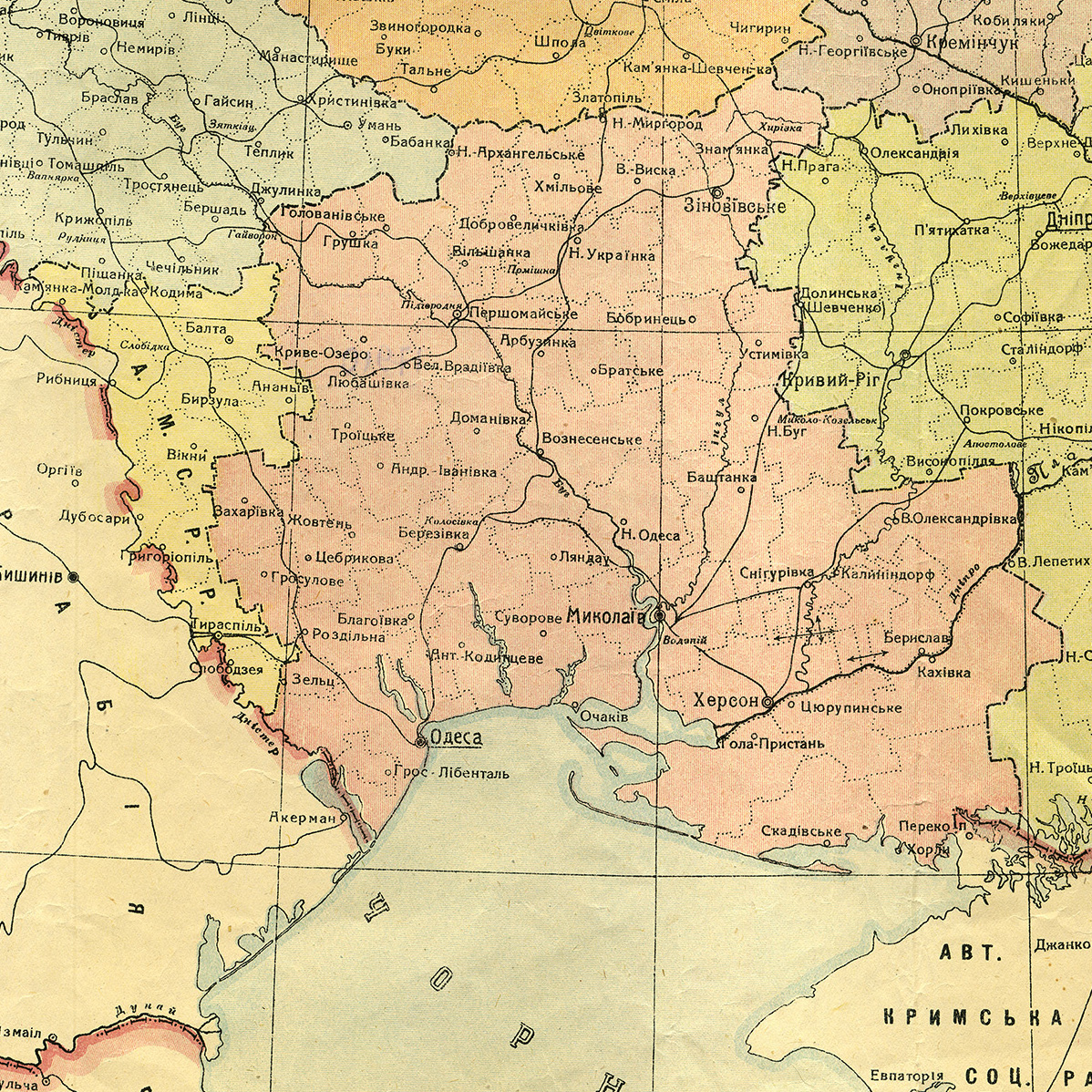
Карта Одеської області, адміністративні межі станом на 20 березня 1932
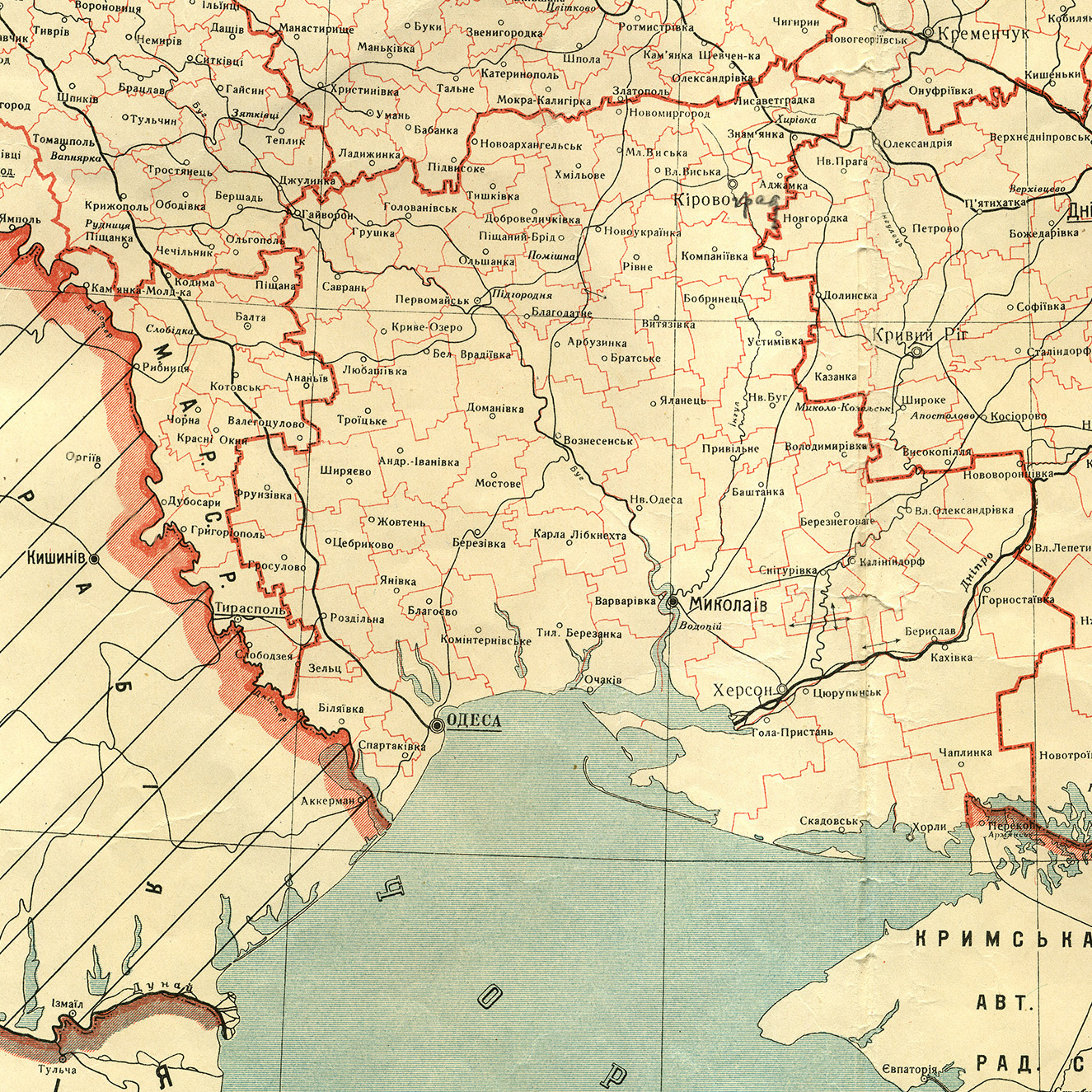
Карта Одеської області, адміністративні межі станом на 15 січня 1937
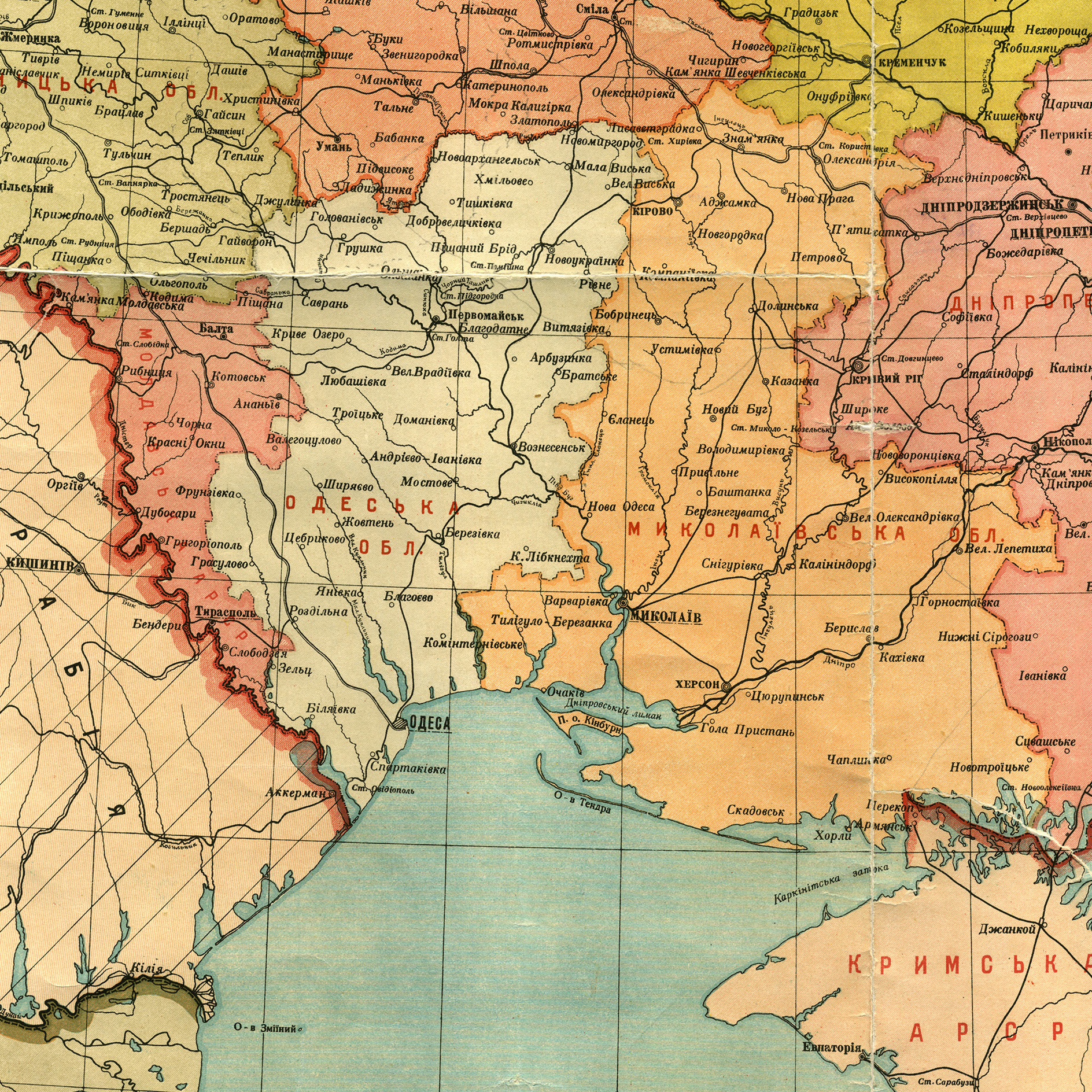
Карта Одеської області, 1938
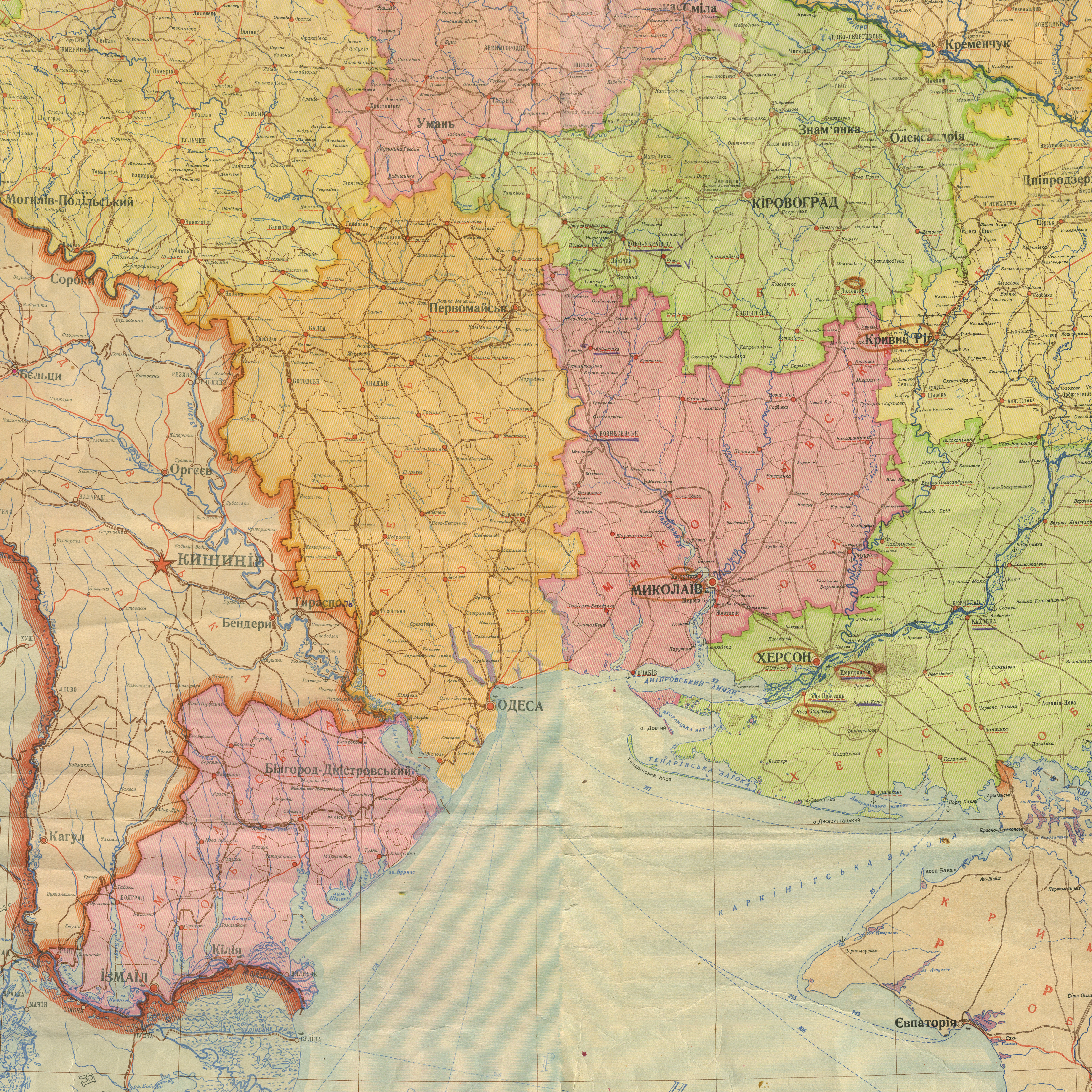
Карта району станом на 1 листопада 1947